# Reuba Waido
Reuba Waido is een bestuurslaag in het regentschap Pidie van de provincie Atjeh, Indonesië. Reuba Waido telt 268 inwoners (volkstelling 2010).